# Ектор Вінент
Ектор Вінент (ісп. Héctor Vinent Cháron, нар. 25 липня 1972, Сантьяго-де-Куба, Куба) — кубинський боксер, дворазовий олімпійський чемпіон (1992 і 1996 роки) та дворазовий чемпіон світу (1993 і 1995 роки).

## Аматорська кар'єра
Олімпійські ігри 1992 
- 1/16 фіналу. Переміг Едвіна Кассіані (Колумбія) — 27-4
- 1/8 фіналу. Переміг Андреаса Цюлова (Німеччина) — 14-2
- 1/4 фіналу. Переміг Олега Ніколаєва (Росія) — 26-3
- 1/2 фіналу. Переміг Їрі К'ялла (Фінляндія) — 13-3
- Фінал. Переміг Марка Ледюк (Канада) — 11-1

 Чемпіонат світу 1993 
- 1/16 фіналу. Переміг Желько Растовіча (Хорватія) — RSC
- 1/8 фіналу. Переміг Нурхана Сулейман-огли (Туреччина) — RSC
- 1/4 фіналу. Переміг Нордіна Муші (Франція) — 19-2
- 1/2 фіналу. Переміг Октая Уркала (Німеччина) — 12-7
- Фінал. Переміг Їрі К'ялла (Фінляндія) (Фінляндія) — 7-1

 Ігри доброї волі 1994 
- 1/4 фіналу. Переміг Фаріда Самад (США) — RSCH 3
- 1/2 фіналу. Переміг Нордіна Муші (Франція) — 22-3
- Фінал. Переміг Нурхана Сулейман-огли (Туреччина) — 21-6

 Чемпіонат світу 1995 
- 1/16 фіналу. Переміг Абделлаха Бенбіара (Марокко) — KO
- 1/8 фіналу. Переміг Яцека Бельського (Польща) — 6-1
- 1/4 фіналу. Переміг Сергія Биковського (Білорусь) — 7-1
- 1/2 фіналу. Переміг Радослава Суслекова (Болгарія) — RSC
- Фінал. Переміг Нурхана Сулейман-огли (Туреччина) — 7-4

 Олімпійські ігри 1996 
- 1/16 фіналу. Переміг Хунг Мін Хана (Південна Корея) — RSC
- 1/8 фіналу. Переміг Нурхана Сулейман-огли (Туреччина) — 23-1
- 1/4 фіналу. Переміг Едуарда Захарова (Росія) — 17-15
- 1/2 фіналу. Переміг Болата Ніязимбетова (Казахстан) — 23-6
- Фінал. Переміг Октая Уркала (Німеччина) — 20-15